# Judith Hansberry
Judith Hansberry es una deportista australiana que compitió en judo. Ganó dos medallas de bronce en el Campeonato de Oceanía de Judo, en los años 1975 y 1977.

## Palmarés internacional
| Campeonato de Oceanía | Campeonato de Oceanía        | Campeonato de Oceanía | Campeonato de Oceanía |
| Año                   | Lugar                        | Medalla               | Categoría             |
| --------------------- | ---------------------------- | --------------------- | --------------------- |
| 1975                  | Christchurch (Nueva Zelanda) | Medalla de bronce     | –57 kg                |
| 1977                  | Melbourne (Australia)        | Medalla de bronce     | –63 kg                |